# Nico (film, 2021)
Pour les articles homonymes, voir Nico.
Pour plus de détails, voir Fiche technique et Distribution.
Nico est un film dramatique allemand réalisé par Eline Gehring et sorti en 2021. Le scénario est écrit par la réalisatrice, Francy Fabritz et Sara Fazilat. 
Le drame se concentre sur une jeune germano-persane (Sara Fazilat) qui, après une attaque à motivation raciste, apprend à se responsabiliser et commence une formation en arts martiaux.
Le film est créé en janvier 2021 au 42e Festival du film Max Ophüls dans la section compétition de longs métrages et reçoit le prix du "Meilleur jeune acteur". Le film sort dans les cinémas allemands le 12 mai 2022 via le label Darling Berlin distribué par UCM.ONE (de) .

## Synopsis
Nico vit à Berlin et aime son travail d'infirmière en gériatrie. Ses patients apprécient sa manière détendue et compréhensive. Elle profite de l'été avec sa meilleure amie, Rosa, qui, comme Nico, a des racines germano-persanes et mène une vie queer. Un jour, une attaque raciste arrache Nico à sa vie insouciante. Elle est battue à l'hôpital par deux hommes et une femme après avoir été à une rave. Désormais, elle est en proie à des bribes de souvenir de l'attentat. Elle commence à éviter les grandes foules et perd son aisance avec ses clients. Rosa essaie de relever Nico et l'emmène à un festival folklorique. Là, ils font tous les deux la connaissance de la jeune Macédonienne Ronny, qui travaille dans un stand de tir et protège Nico des agressions sexuelles de son patron.
Consciente de la xénophobie qui l'entoure, Nico s'inscrit dans une école de karaté. Dans le but de ne plus jamais être une victime, l'ancien entraîneur de karaté Andy prend désormais soin d'elle et l'envoie dans une école rigoureuse. Bien que Nico puisse canaliser sa colère à travers l'entraînement et devenir plus dure, en même temps, elle risque de perdre le lien avec elle-même et son ancienne vie. Il y a une rupture avec Rosa, tandis qu'une amitié étroite commence à se développer avec Ronny.
Un jour, lorsque Nico se souvient que Ronny était présente lors de l'attaque, elle la confronte à ses connaissances. En larmes, elle admet avoir trouvé Nico après l'attaque et lui avoir prodigué les premiers soins. Cependant, comme elle se trouve illégalement en Allemagne, elle a dû fuir à l'arrivée de la police. Après l'avoir revue à la foire, Ronny a essayé d'en parler à Nico. Mais celle-ci ne l'a jamais écoutée. Nico se détourne alors de Ronny. À l'école de karaté, elle laisse libre cours à son agressivité et est expulsée de l'entraînement par Andy. Au bord de l'effondrement, elle trouve du réconfort auprès de sa cliente Brigitte. Lors de cours particuliers en forêt, Andy parvient enfin à libérer Nico de sa colère. L'amitié avec Rosa est relancée, tandis que Nico se rend compte que la foire a repris la route. En guise de cadeau d'adieu, Ronny attache une peluche du stand de tir à une clôture.

## Fiche technique
- Titre original : Nico
- Réalisation : Eline Gehring
- Scénario : Francy Fabritz, Sara Fazilat
- Photographie : Francy Fabritz
- Montage : Eline Gehring
- Musique : Zeina Azouqah, Doro Bohr
- Pays de production : Allemagne
- Langue originale : allemand
- Format : couleur
- Genre : drame
- Durée : 79 minutes
- Dates de sortie :
  - Allemagne : janvier 2021 (Festival Max Ophüls)

## Distribution
- Sara Fazilat : Nico
- Javeh Asefdjah : Rosa
- Sara Klimoska : Ronny
- Brigitte Kramer : Brigitte
- Andreas Marquardt : Karate-Trainer Andy
- Isidoro Fernandez Mompelier : Fernandez
- Ipek Ipekcioglu : Woman in the Park 1
- Barbara Fischer : Woman in the Park 2
- Carola Marx : Drug Dealer
- Seyzin Kucan : Kiosk Owner
- Eva Medusa Gühne : femme au volant

## Prix
- Nico a reçu le prix NO FEAR aux First Steps (Film Awards) 2021.
- Nico a été invité à la compétition du meilleur long métrage au festival du film Max Ophüls 2021[3]. L'actrice principale Sara Fazilat y a été honorée dans la catégorie "Meilleur jeune actrice"[4].
- Un an plus tard, elle a reçu une nomination pour le Prix du cinéma allemand (Deutscher Filmpreis) en tant que meilleure actrice principale et le Prix du film bavarois en tant que meilleure jeune actrice[5].